# 阿基坦号列车
阿基坦号（法語：Aquitaine）是曾运行于法国巴黎至波尔多间一班长途列车所使用的名称，由法国国家铁路在1971年至1990年间开行。其命名源自法国22个大区之一的阿基坦，而波尔多正是该区的首府。列车自开行以来曾先后被纳入全一等车厢等级的全欧快车类别和搭载两舱等级的快速列车类别，直至1990年停运。

## 历史
阿基坦号是自1971年5月31日起作为另一班快速列车军旗号的“镜像”班次（即到发时刻相反）在波尔多－巴黎间开行，但被纳入全欧快车（TEE）类别，使用车次为TEE1/2次。在运营的前两年，阿基坦号都在早晨7:15分执行TEE2次从波尔多圣让车站发车，并在上午11:25分抵达巴黎奥斯特里茨车站；返程则执行TEE1次于下午17:55分离开巴黎，并在晚上21:55分抵达波尔多。由于阿基坦号面向的是商务旅客，因此并不提供周六以及客流旺季的服务。
| 1次  | 1次   | 停靠站   | 2次   | 2次  |
| 里程 | 时刻  | 停靠站   | 时刻  | 里程 |
| ---- | ----- | -------- | ----- | ---- |
| 0    | 17:55 | 巴黎     | 11:25 | 581  |
| 332  | ↓     | 普瓦捷   | 09:04 | 249  |
| 445  | ↓     | 昂古莱姆 | 08:17 | 136  |
| 581  | 21:55 | 波尔多   | 07:15 | 0    |

在1971年的冬季运行图中，军旗号也升级至全欧快车类别，使用车次为TEE4/5次。这意味着在相同的线路中，将有阿基坦号及军旗号共2班在工作日运行的全欧快车服务。从1973年的夏季时刻表起，阿基坦号在早晨的始发时间推迟45分钟。在1981年夏天，阿基坦号开始双向停靠昂古莱姆。至1981年冬季时刻表又双向停靠普瓦捷，并在北行列车中增加圣皮埃尔德科尔停站。自1982年夏天起，圣皮埃尔德科尔的停站也被加入至南行列车中。
然而，这些新增的停站仍无法解决阿基坦号日渐衰落的乘客需求。由于受到航空交通日益激烈的竞争，全一等席别连同餐车或自助餐车的列车运作模式已不再可行。于是在1984年的夏季运行图调整中，阿基坦号被降级为搭载两舱车厢等级的快速列车（Rapide）类别，并且在6月末至9月初期间不提供服务。至冬季运行图中，阿基坦号在早晨的始发时间又推迟半小时，并对双向运行的服务频率进行了削减：北行列车变为周二至周五提供服务，南行列车也仅在周一至周四运行。列车最后一次作为全欧快车运行是再1984年5月30日。
从1984年底开始，阿基坦号的北行班次在每周一（节假日除外）延长至昂代始发；南行班次则在每周五（节假日除外）延长至波城终到，并在1986年秋季延伸得更远、至塔布终到。
至1988年，阿基坦号仍然作为快速列车维持运营，但仅提供周一至周五的服务。在巴黎－波尔多间开始推行法国高速列车（TGV）服务后，阿基坦号在1990年前后停运。

## 机车车辆
阿基坦号通常使用供电制式为1500伏直流电的法国国家铁路CC 6500型电力机车担当牵引任务。带有列车名称的挡板会附在机车的前方，这种做法也被运用于同样采用机车牵引方式、由法国国家铁路运营的另两班全欧快车军旗号和市政厅号之中。
在客车车厢方面，阿基坦号采用法国国家铁路的大型舒适型车厢编组，当中包括1节A4Dtux型守车、2节A8tu型开放座车、4节A8u型隔间座车、1节A3rtu型酒吧车和1节Vru型餐车。它们会被漆成醒目的红色、橙色、浅灰色和瓦灰色涂装。在必要时，列车编组还可以进一步加挂2节车厢。
在阿基坦号的运营生涯中，其餐车的服务均由国际卧铺车公司（简称）提供。

## 脚註
1. 1 2  Cook 1984，第64頁.
2. ↑  Cook 1988，第138-139頁.
3. ↑  Nock 1978，第120-121頁.